# Jan Koecher

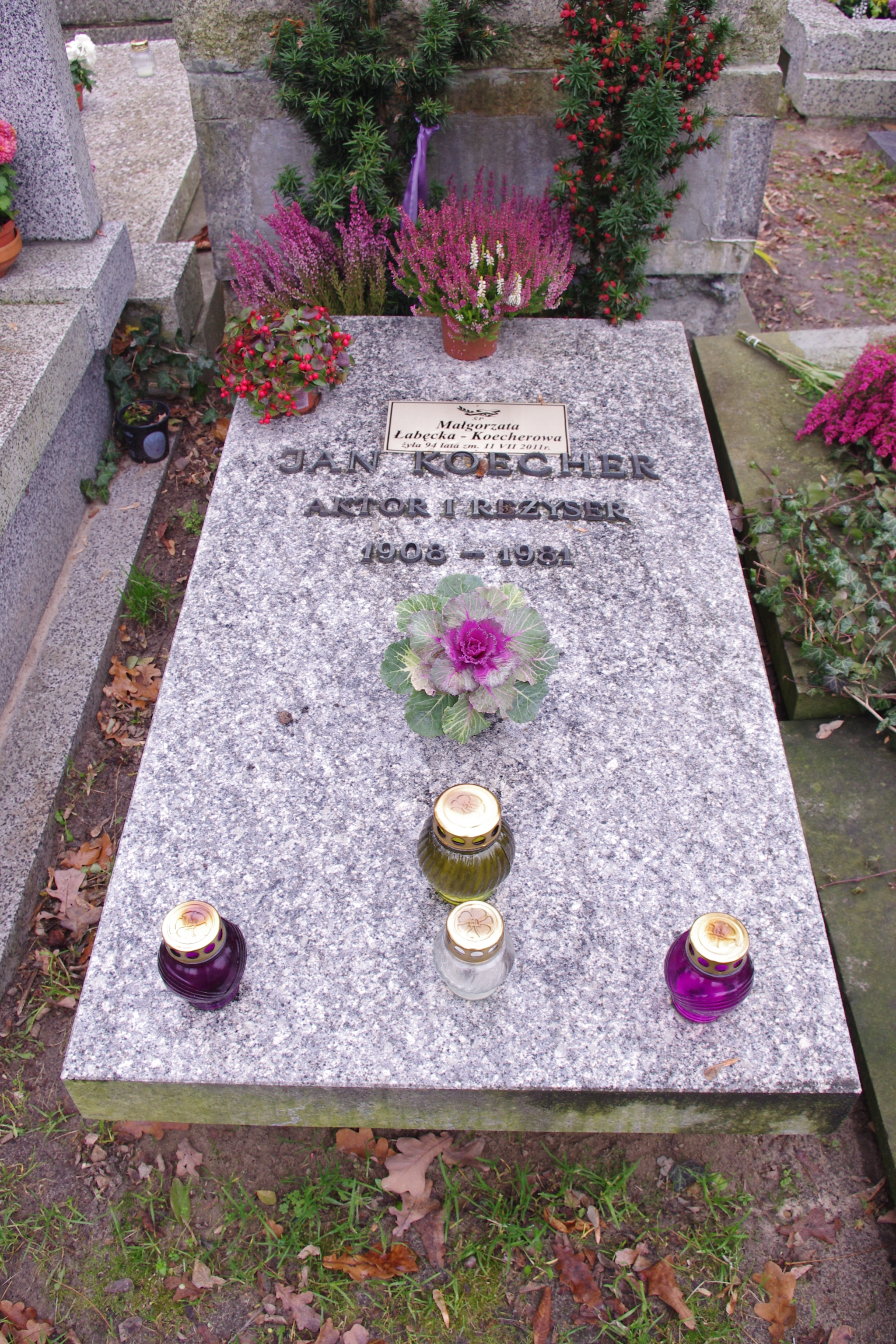
Mormântul lui Jan Koecher din Cimitirul Militar Powązki din Varșovia

Jan Koecher (n. 16 ianuarie 1908, Varșovia, Imperiul Rus – d. 11 mai 1981, Varșovia, Polonia) a fost un actor și regizor polonez de teatru și film.

## Biografie
Jan Koecher s-a născut la 16 ianuarie 1908 în orașul Varșovia din Ținutul Privislinskii, care se afla sub stăpânire rusă. În 1933 a absolvit cursurile Facultății de Actorie a Institutului Național de Artă Dramatică din Varșovia, iar apoi a urmat încă doi ani cursurile Facultății de Regie a aceleiași universități, pe care le-a absolvit în 1935.
A fost angajat mai întâi, în 1933, ca actor la Teatrul Municipal din Toruń, unde a debutat cu rolul Lechon din piesa Lilla Veneda de Juliusz Słowacki. După un an s-a întors la Varșovia, unde a jucat până la izbucnirea celui de-al Doilea Război Mondial la Teatrul de Comedie (sez. 1934/1935), la Teatrul Național (sez. 1935/1936), la Teatrul Popular (1936-1938) și la Teatrul Polonez, iar din 1936 a lucrat în paralel pe post de crainic la postul Polskie Radio din Varșovia.
După încheierea războiului a fost unul din organizatorii Teatrului Radiofonic Polonez (1945-1948) și în 1946 a fost regizor invitat la Teatrul Vechi din Cracovia, regizând, printre altele, spectacolul Oul lui Columb după Stefan Flukowski. În 1948 a fost angajat ca actor de film și a apărut în numeroase filme realizate de studiourile din Łódź și Varșovia, printre care Premiera varșoviană (1951), Warszawska syrena (1956), Kalosze szczęścia (1958), Historia współczesna (1960) și Cenușa (1965), a regizat filmul Kariera (1954) și a obținut în 1951 Premiul de Stat clasa a II-a pentru interpretarea rolului principal (compozitorul Stanisław Moniuszko) în filmul Premiera varșoviană. În anul 1956 s-a întors la Varșovia, unde a jucat timp de douăzeci de ani la Teatrul Național (1956-1976) și a colaborat sporadic cu Teatrul Contemporan (1956-1957). În anul 1962 a promovat un examen extern de regizor. A jucat, printre altele, următoarele roluri: Homer în The Skin of Our Teeth de Thornton Wilder, președintele și Masca în Eliberare de Stanisław Wyspiański, Diogene în În culise și capelanul în Tirteu de Cyprian Norwid, Izaak Widmower în Kurka wodna de Stanisław Ignacy Witkiewicz, Józef în Străbunii de Adam Mickiewicz și fratele Martin Ladvenu în Sfânta Ioana de George Bernard Shaw.
S-a retras din activitatea teatrală la 1 ianuarie 1976 și a murit la 11 mai 1981 la Varșovia. A fost înmormântat în Cimitirul Comunal Powązki din Varșovia (secțiunea B32-8-11).

## Filmografie

### Actor
- 1936: Fredek uszczęśliwia świat − ajutorul negustorului de vin
- 1951: Premiera varșoviană (Warszawska premiera) - compozitorul Stanisław Moniuszko
- 1956: Warszawska syrena − pustnicul
- 1956: Tajemnica dzikiego szybu − geologul Bolesławiec
- 1957: Król Maciuś I − doctorul
- 1958: Kalosze szczęścia − poetul
- 1960: Mąż swojej żony − profesorul Trębski
- 1960: Historia współczesna − Kostarski
- 1965: Wyspa złoczyńców − profesorul Opałko
- 1965: Cenușa (Popioły) − generalul de With
- 1965: Gorąca linia − garderobierul Kalina
- 1967: Ślepy tor − profesorul Edward Ryszpans
- 1968: Stawka większa niż życie − doctorul Pulkowski (ep. 3)
- 1968: Păpușa (Lalka) − prințul
- 1971: Jagoda w mieście − Adam Kielski (ep. 4)
- 1973: Wielka miłość Balzaka − un austriac care-i înmânează un inel lui Balzac (ep. 4)
- 1977: Noce i dnie − un oaspete la petrecerea lui Woynarowski (ep. 11)
- 1979: Prom do Szwecji − preotul paroh
- 1979: Doktor Murek − profesorul Reliwa (ep. 5)
- 1980: Punkt widzenia − profesorul Stanisław Szczepkowski (ep. 3-5)

### Regizor
- 1954 – Kariera
- 1957 – Piosenki Berangera (spectacol TV)

## Premii
- Premiul de Stat clasa a II-a pentru interpretarea rolului principal (compozitorul Stanisław Moniuszko) în filmul Premiera varșoviană (1951)[4]